# No Line on the Horizon
No Line On the Horizon er et album af og med U2. Det er gruppens tolvte album, udsendt i 2009.

## Sporliste
- Musik af U2, tekst af Bono og the Edge.

1. "No Line on the Horizon" – 4:12
2. "Magnificent" – 5:24
3. "Moment of Surrender" – 7:24
4. "Unknow Caller" – 6:03
5. "I'll Go Crazy If I Don't Go Crazy Tonight" – 4:14
6. "Get on Your Boots" – 3:25
7. "Stand Up Comedy" – 3:50
8. "FEZ-Being Born" – 5:17
9. "White as Snow" – 4:41
10. "Breathe" – 5:00
11. "Cedars of Lebanon" – 4:16

### Ekstranumre
- "No Line on the Horizon 2" var et ekstranummer på cd'en i Australien og en b-side til singlen Get On Your Boots.